# Colmena horizontal

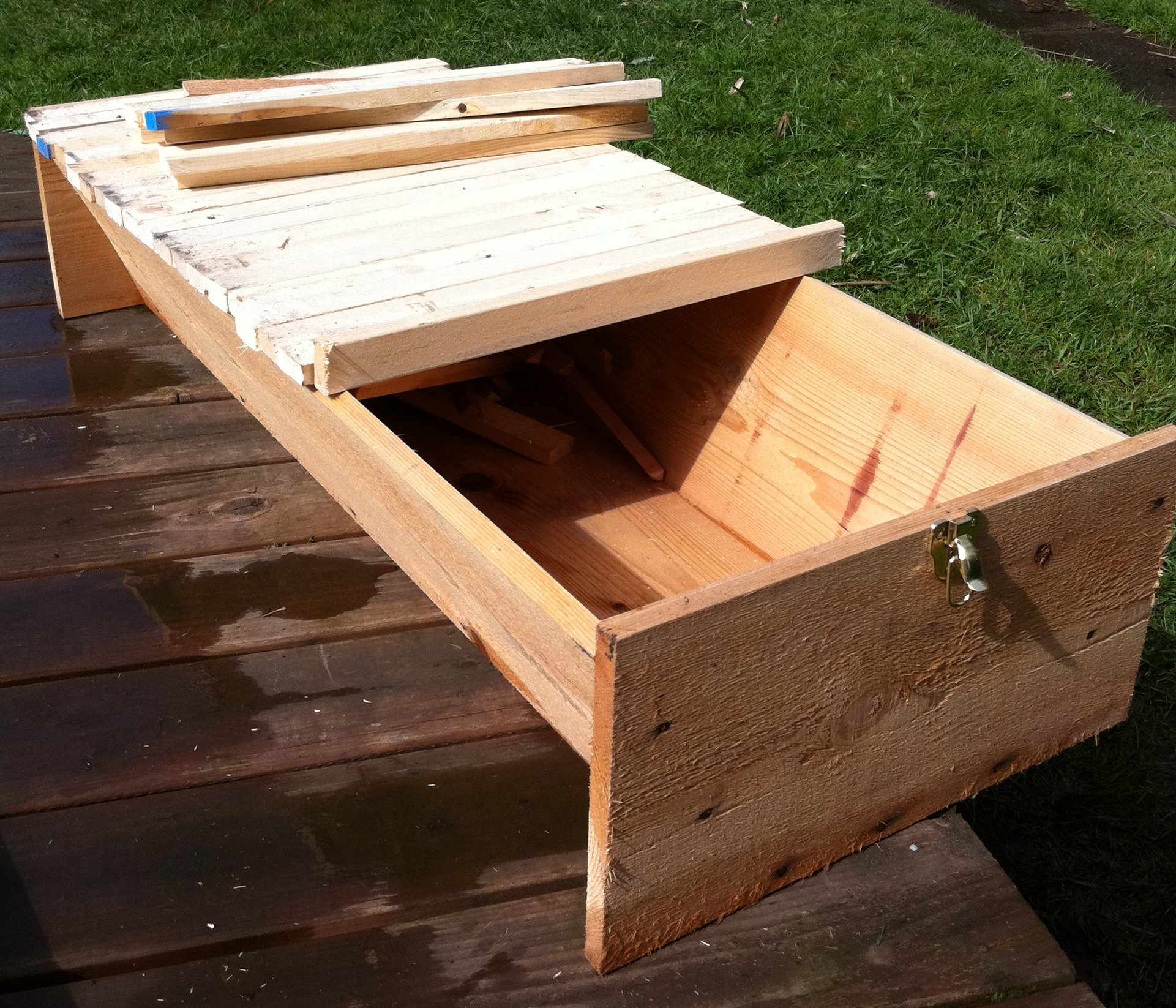
Versión moderna de una colmena horizontal del tipo Keniana

La colmena horizontal es una variante útil de colmena para la apicultura, que se recomienda para su uso en países de bajo nivel tecnológico, en virtud de la facilidad para su construcción. Su mayor ventaja es la economicidad, en la construcción.
Estas colmenas se utilizan en apicultura desde la antigüedad, su origen pueden ser troncos horizontales ahuecados. Son recomendadas por Curtis, Gentry en el Cuerpo de Paz de la FAO, Naciones Unidas en países de escaso desarrollo tecnológico, aunque también apicultores artesanales de países desarrollados las cultivan.

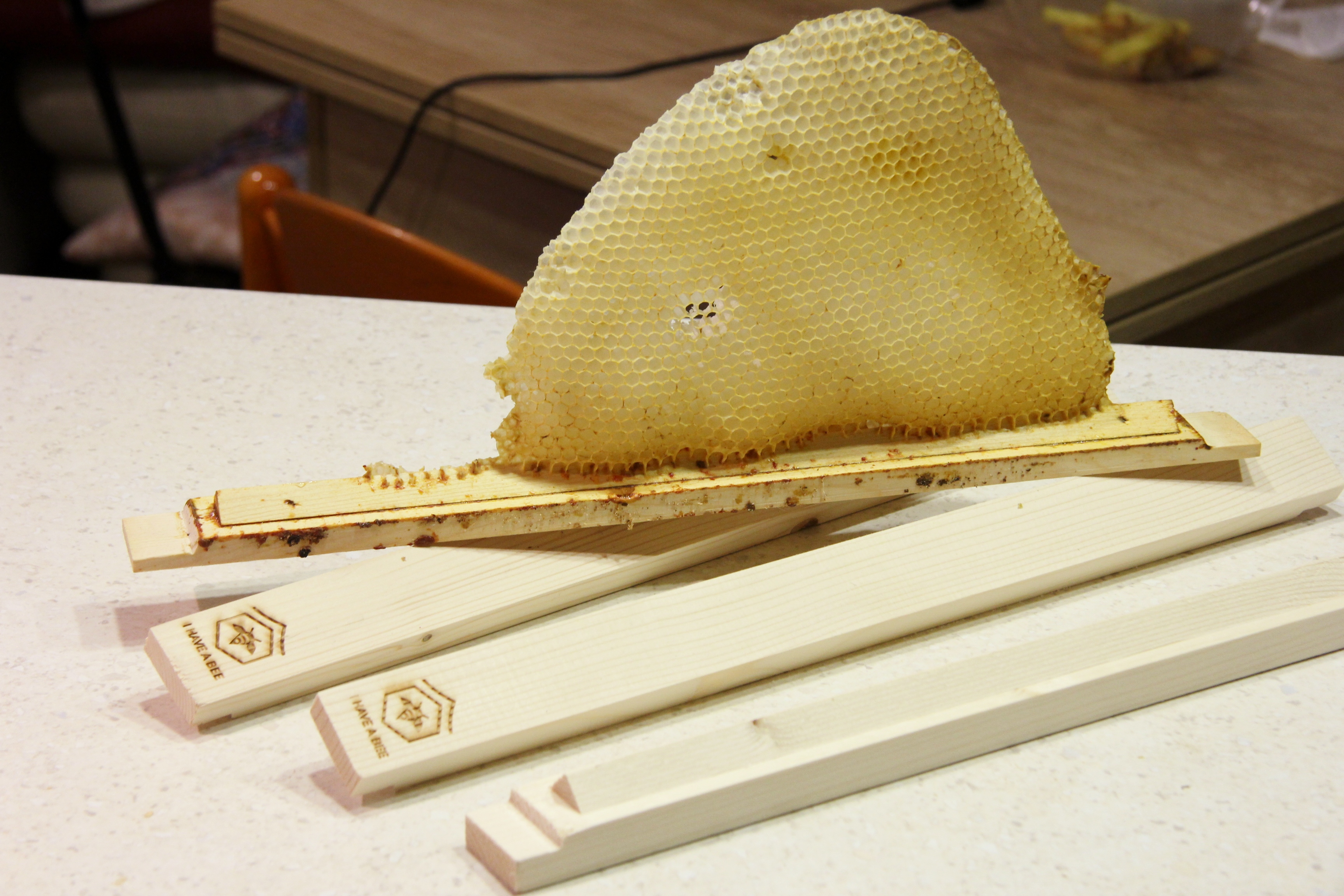

Se las liga frecuentemente a África, por ello los nombres en inglés pero en Europa antigua estas colmenas eran muy frecuentes y si bien no se las utiliza en escala de producción industrial actualmente, no deben ser menospreciadas a la hora de producción de miel para consumo artesanal.
En cuanto a la exposición de los panales, encontramos que pueden ser utilizado el método en frío o caliente.
Existen básicamente dos tipos de colmenas horizontales:
- La que tiene lados rectos que es del tipo Tanzania. TTBH (Tanzanian Top-bar hive).
- La que tiene lados inclinados que es del tipo Keniana. En inglés se conoce como KTBH (Kennian Top-bar Hive).

## Colmena Tanzania
Esta colmena es un cajón rectangular en el cual se pueden albergar treinta o cuarenta marcos de tipo langstroth o de otras medidas como puede ser Layens o Dadant. Las dimensiones que en una  colmena de tipo vertical son alcanzadas, aquí se reproducen pero a lo largo.
Este tipo de colmenas son utilizadas con variantes para cría de reinas, dividiéndolas con rejillas excluidoras de reinas, logrando doble cámara de cría en cada extremo, con dos reinas que entran en competencia y cuadros centrales para alimento y cría de celdas reales.
Su manejo no difiere de la colmena vertical, para agrandar o achicar el espacio se utilizan tabiques de madera.
- Ventajas
  - Economicidad en la construcción del alza con respecto a la colmena vertical.
  - Facilidad de manejo en la cámara de cría y cuadros de miel.
  - Facilidad para generar nuevas colonias, porque pueden trasladarse cuadros a nucleros o alzas de tipo vertical.
  - Pueden centrifugarse los marcos como en las colmenas verticales.
  - Pueden colocarse colgadas, entre árboles y no asentadas sobre soportes, evitando la predación de animales.
- Desventajas
  - No difiere de la colmena vertical en costos porque lleva cuadros móviles.
  - Mayor dificultad para moverlas que las colmenas verticales en vehículos.
  - Es necesaria la utilización de cera estampada, lo que redunda en mayor costo si la comparamos con la colmena keniana.

## Colmena Keniana
Esta colmena es un cajón trapezoidal con lados inclinados en ángulo de 60°, puede albergar treinta o cuarenta marcos. Aquí no se colocan marcos, solo los cabezales con algún tipo de soporte central o con alambres solamente en forma circular al cabezal, buscando mayor rigidez en la construcción del panal, que queda a cargo de la abeja. No hay que colocar cera estampada. El ángulo de las paredes laterales es para que las abejas no peguen el panal a los lados.
- Ventajas
  - Economicidad en la construcción del alza, pero aún mayor en los cuadros, porque solo se utiliza una madera como cabezal superior.
  - No se utiliza cera estampada.
  - Facilidad en el manejo de la cámara de cría y cuadros de miel.
  - Pueden colocarse colgadas entre árboles o en ramas, evitando la predación de animales.
  - Facilidad en el traslado a fuerza humana, dos apicultorescaminando la llevan fácilmente.
- Desventajas
  - Imposibilidad de centrifugar cuadros, porque son trapecios, fácilmente se rompe el panal.
  - Mayor dificultad para trasladar las colmenas en vehículos.
  - Menor producción de miel porque en la extracción se rompen los panales de cera, que contienen la miel.